# ماتيوش سيتنارسكي
ماتيوش سيتنارسكي (بالبولندية: Mateusz Cetnarski) (مواليد 6 يوليو 1988) هو لاعب كرة قدم بولندي يلعب حاليًا لنادي كراكوفيا البولندي.

## روابط خارجية
- ماتيوش سيتنارسكي على موقع قاعدة بيانات كرة القدم.إي يو (الإنجليزية)
- ماتيوش سيتنارسكي على موقع ناشيونال فوتبول تيمز (الإنجليزية)
- ماتيوش سيتنارسكي على موقع Soccerway.com (الإنجليزية)
- ماتيوش سيتنارسكي على موقع عالم كرة القدم.نت (الإنجليزية)

- Mateusz Cetnarski